# Marino Hinestroza
Marino Hinestroza Angulo, mais conhecido como Marino Hinestroza (Cali, 8 de julho de 2002) é um futebolista colombiano que atua como meio-campista. Atualmente, joga pelo Atlético Nacional.

## Carreira

### Clubes
Revelado pelo Orsomarso, Hinestroza estreou profissionalmente na segunda divisão colombiana antes de assinar com o América de Cali em 2019. Fez sua estreia oficial pelo clube em 8 de maio de 2019, na Copa Colômbia contra o Universitario de Popayán, entrando como substituto na vitória por 2 a 1.
Em 19 de fevereiro de 2020, foi emprestado ao Palmeiras, do Brasil, com opção de compra. Atuou apenas na equipe sub-20 e deixou o clube sem disputar partidas oficiais pelo time principal.
Sem renovar com o América de Cali, deixou o clube gratuitamente no meio de 2022 e assinou com o Pachuca, do México, em 7 de junho de 2022.
Em 22 de dezembro de 2023, transferiu-se para o Columbus Crew, da Major League Soccer, com contrato até o fim de 2026 e opção de renovação até 2027. Marcou seu primeiro gol em 30 de março de 2024, no empate por 2–2 com o Nashville SC. Em 13 de julho de 2024, foi expulso nos acréscimos por conduta violenta contra o Los Angeles FC.
Em 26 de julho de 2024, foi emprestado ao Atlético Nacional até o final da temporada. Estreou em 30 de julho de 2024, contra o La Equidad, e marcou seu primeiro gol em vitória sobre o Atlético Junior, partida que acabou suspensa devido a brigas entre torcedores.
Foi contratado em definitivo pelo Atlético Nacional em janeiro de 2025.

### Seleção
Foi convocado para defender a seleção principal em 2025.

## Títulos
Pachuca
- Liga MX: 2022 (Apertura)

Atlético Nacional
- Campeonato Colombiano: 2024 (Finalización)
- Copa da Colômbia: 2024